# Helius larotypa
Helius larotypa är en tvåvingeart som beskrevs av Alexander 1926. Helius larotypa ingår i släktet Helius och familjen småharkrankar. Inga underarter finns listade i Catalogue of Life.